# Leia pauliani
Leia pauliani är en tvåvingeart som beskrevs av Loïc Matile 1969. Leia pauliani ingår i släktet Leia och familjen svampmyggor.
Artens utbredningsområde är Madagaskar. Inga underarter finns listade i Catalogue of Life.